# Condado de Washington (Alabama)
O Condado de Washington é um dos 67 condados do estado norte-americano do Alabama. A sede de condado é Chatom, que é também a sua maior cidade. O condado tem uma área de 2820 km² (dos quais 20 km² estão cobertos por água), uma população de 18 097 habitantes, e uma densidade populacional de 6,4 hab/km² (segundo o censo nacional de 2000). O condado foi fundado em 1800 e o seu nome é uma homenagem a George Washington (1732-1799), o primeiro presidente dos Estados Unidos.